# Beauchamp Doran
 (février 2021).
Si vous disposez d'ouvrages ou d'articles de référence ou si vous connaissez des sites web de qualité traitant du thème abordé ici, merci de compléter l'article en donnant les références utiles à sa vérifiabilité et en les liant à la section « Notes et références ».
Beauchamp Doran (24 septembre 1860 - 23 novembre 1943), est un général britannique de la Première Guerre mondiale.

## Biographie
Beauchamp Doran est né à Ely House, Wexford. Il est le fils du général Sir John Doran (en). Il rejoint l'armée en 1880. Il sert en Afghanistan en 1881. Il est promu lieutenant en 1881. En 1884, il est envoyé en Égypte. Il devient Major en 1891 et est envoyé en Inde britannique. En 1899, il est envoyé au Soudan. Il participe à la bataille de Mahdiyah et à la Guerre des Boers.